# 中华人民共和国轻工业部
中华人民共和国轻工业部，是中华人民共和国国务院曾经下设的一个部。位于北京市阜外大街路南的22号院。

## 历史
1949年11月，政务院成立轻工业部、食品工业部、中央合作事业管理局。1950年12月，撤销食品工业部，其所辖的行业分别划归轻工部、农业部和粮食部。1954年11月，成立中央手工业管理局和地方工业部。地方工业部管理地方轻工企业，其他各工业部管理直属企业。1956年5月，撤销地方工业部，有关地方轻工业划归轻工业部管理，同时将轻工业部食品的部分划出，成立食品工业部。
1958年4月，轻工业部与中央手工业管理局合并。1961年中共中央颁发《关于城乡手工业若干政策问题的规定（试行草案）》。1961年9月，重新成立中央手工业管理总局，与轻工业部分开，中华全国手工业合作总社与中央手工业管理总局合署办公，
1965年2月20日，第三届全国人民代表大会常务委员会第三次会议决定：轻工业部改名为第一轻工业部；撤销中央手工业管理总局，改建成立第二轻工业部，同中华全国手工业合作总社合署办公。1970年4月第一轻工业部、第二轻工业部、纺织工业部合并为轻工业部。
1993年6月，轻工业部撤销，成立中国轻工总会。1998年，撤销中国轻工总会，组建国家轻工业局，隶属于国家经贸委。2001年2月，国家轻工业局撤销，成立中国轻工业联合会，保留国家公务员定编80人。

## 历任部长
附：黄炎培（中央人民政府轻工业部部长）
1. 贾拓夫
2. 沙千里
3. 李烛尘
4. 钱之光
5. 梁灵光
6. 宋季文
7. 杨波
8. 曾宪林

## 机构设置

### 内设机构
- 办公厅（办公室、部长办公室、调研室、档案处、保卫处、文电处、信访处、新闻处）
- 综合计划处（办公室、长远规划处、设计管理处、重点工程管理处、固定资产投资处、振兴办公室）
- 生产协调司（办公室、生产处、综合处、市场指导处、节能环保处、生产安全处、军工办公室、出口办公室）
- 科技发展司（办公室、技术开发处、规划政策处、成果专利处、科技攻关处、协调指导处）
- 技术装备司（办公室、规划政策处、一处、二处）
- 教育司（办公室、院校工作处、职业培训处、教材编审处、教改指导处）
- 人事劳动司（办公室、科级干部处、机关干部处、企事业领导干部处、劳动工资处、培训录用处）
- 经济调节司（办公室、财政信贷处、价格税收处、集体经济处、行业劳资处、财务处）
- 政策法规司（办公室、政策处、法规处、集体经济处、法规监察处）
- 质量标准司（办公室、质量管理处、质量监督处、标准计量处）
- 国际合作司（办公室、经济合作处、联络处、科技交流处、信息处）
- 体制改革司（办公室、企业改革处、综合规划处、机构改革处、基层政治思想政治工作办公室、企业管理处）
- 行业管理指导司（办公室、行业一处、行业二处、行业三处、综合协调处、组织管理处）
- 食品工业司（办公室、制糖处、酿酒处、罐头饮料处、食品处）
- 造纸工业司（办公室、生产处、规划处）

### 部属事业单位
- 中国轻工业出版社
- 《中国集体工业》杂志社
- 中国轻工业新技术组织研究开发中心
- 轻工业经济科技信息中心
- 轻工业发展战略研究中心
- 轻工业部机关服务中心
- 轻工业部上海设计院
- 轻工业部规划设计院
- 中国工艺美术馆
- 轻工业部展览工作处
- 轻工业部幼儿园
- 轻工业部招待所
- 陕西科技大学
- 江南大学
- 郑州轻工业大学
- 天津科技大学
- 福建理工大學